# Вигнере, Эдит Волдемаровна
Эдит Волдемаровна Вигнере, также Паулс-Вигнере (16 сентября 1939, Рига — 23 февраля 2025) — латвийская художница по текстилю. Окончила Рижскую среднюю школу прикладного искусства (1962) и отделение текстильного искусства Латвийской академии художеств (1968), ученица Рудольфа Хеймратса. Участвовала в выставках с 1967 года. Произведения Эдит Вигнере — монументальный крупномасштабный текстиль, в том числе трёхмерные объекты, шпалеры с включением металла, дерева, стекла и коллажей (аппликации). Член Союза художников Латвии с 1971 года, заслуженный деятель искусств Латвийской ССР (1979). В 1995 году Вигнере была принята в Латвийскую ассоциацию текстильного искусства. В 1987 году она получила почётное звание Народного художника Латвийской ССР, дважды лауреат премии Союза художников Латвии (1972, 1990).

## Биография
Эдит Паулс родилась 16 сентября 1939 года в Риге в семье Волдемара Паулса, фабричного рабочего, и Алмы-Матильды Паулс, урождённой Броделе (1904—1982), домохозяйки. Волдемар Паулс в свободное время занимался музыкой — играл на барабанах в любительском коллективе. Алма-Матильда до замужества работала швеёй. Старший брат Эдит — композитор Раймонд Паулс. С началом войны Алма Паулс вместе с детьми переехала из Риги в Видрижи, в 1943 году они возвратились в Ригу, чтобы Раймонд смог учиться в школе.
Среднее образование Эдит получила во 2-й средней Рижской школе. Затем она поступила в школу прикладного искусства на отделение моделирования и конструирования одежды. Занималась изучением структур тканей, их компоновкой в женском костюме, самостоятельно шила одежду. Её дипломная работа — костюм деревенской девушки, состоящий их блузки, юбки и фартука, был создан из различных по структуре, но тем не менее сочетающихся между собой текстильных материалов, декорированных аппликацией.
Окончив школу прикладного искусства, Эдит поступила на работу в Рижский дом моделей художницей-модельером. Вскоре она поняла, что больше, чем моделирование одежды, её привлекает работа по подбору тканей для костюма. Так как ассортимент тканей, с которыми приходилось работать, был ограничен, художница зачастую сама красила их и декорировала вышивкой. Она настолько увлеклась этой работой, что решила продолжить образование на текстильном отделении Академии художеств, куда и поступила в 1963 году. С 1961 года отделением руководил один из ведущих мастеров латвийского гобелена Рудольф Хеймратс, у которого учились Р. Богустова, Л. Полиця-Постажа, Э. Розенбергс и многие другие. По словам самой Вигнере, Хеймратс очень внимательно относился к каждому из своих учеников, никогда не гасил их собственных замыслов, умея мягко направить их «во-время в нужное русло». В Эдит он ценил способности к построению колорита изделия и глубокое знание природы материалов, однако понимал, что ей не хватает крепкой графической подготовки. В результате Вигнере настолько плотно занялась рисунком, композицией и живописью, что на четвёртом курсе думала перейти на отделение живописи.
В 1967 году Вигнере перешла к ткачеству и поняла, что хотела бы работать именно в этой области искусства. Основательная подготовка, полученная ею в Академии, позволила всецело отдаться решению творческих проблем содержания и формального исполнения художественного замысла. Её первые работы в области текстиля («Космический мотив», «Композиция с жёлтым», «Композиция с янтарём», 1968—1969 гг) демонстрируют яркую декоративность абстрактной композиции, выраженную посредством различных технических приёмов ткачества. Обучение в Академии Вигнере завершила в 1968 году (дипломная работа — гобелен «Песнь земли»).
Участвовала в выставках с 1967 года, в том числе международных: Квадриеннале прикладного искусства социалистических стран в Эрфурте (1974, 2-я премия за гобелен «Урожай»), Триеннале гобелена в Лодзи (1975, 2-я премия за гобелен «Путевые впечатления. Куба»).
В октябре 2014 года была награждена орденом Трёх звёзд III степени, в 2019 году была награждена Почётной грамотой Кабинета Министров Латвии, а в 2023 году получила Премию Пурвитиса за заслуги всей жизни.

## Творчество
Эдит Вигнере — одна из тех немногих мастеров современного гобелена, кто выполняет всю работу от замысла до выпуска готового произведения, не прибегая к услугам ткачей. Вигнере работает на вертикальном ткацком станке, сворачивая готовое полотно рулоном. Она не разрабатывает подготовительных картонов, ограничиваясь созданием ориентировочного эскиза, намечая основное цветовое решение и набрасывая композицию в общих чертах. Художница работает над гобеленом, полагаясь на свою интуицию, во многом импровизируя, так как по ходу процесса замысел может изменяться. При этом работы Вигнере всегда отличает цельность композиции и цветовой гаммы, соблюдение ритма изображения, чёткий рисунок. Вигнере самостоятельно подбирает пряжу и красит её (работает она только с шерстью) и сама исполняет все аксессуары для гобеленов.
В середине 1960-х годов основными признаками латышского гобелена считались строгая фронтальность композиции, многофигурность при однообразном ритме и сдержанная цветовая гамма. Вигнере в числе первых (вслед за Хеймратсом) решилась на слом сложившегося стереотипа, возвратившись к истокам — народному ткачеству, используя, подобно его мастерам, насыщенные цвета и вводя в гобелен аппликацию. В. Савицкая отмечает близость творчества Вигнере и латвийских художников, таких как И. Зариньш, Д. Скулме, Э. Илтнерс.
В гобелене «Старт» (1969), Вигнере раскрывает «космическую» тему, используя оригинальные ткацкие приёмы (жгуты, бахрома, кисти) и получая новую фактуру. Формальный поиск для Вигнере не самоцель, а средство полнее передать образно-содержательную составляющую произведения. Одной из главных тем для художницы стала тема латышской природы («Песня земли» (1968), «Зеленая земля» (1970), «Аквалангисты», «Тайна болота» (оба — 1971), «Урожай» (1972), «Время посева» (1973)). Среди этих работ искусствовед Т. Стриженова особенно выделяет «Урожай» и «Время посева». В «Урожае» Вигнере достаточно простыми средствами достигает удивительно цельного образа. Гобелен имеет чёткое разделение на четыре плана. Первый — ряд хлебных колосьев, показанный в сильном увеличении, уплощённость рисунка подчёркивают ярко выраженные контуры, очерчивающие сам колос, его стебель и ости. На втором плане — наполовину уже зашедшее солнце, которое словно делит поле на две части: за солнечным диском снова видны хлеба, но показанные уже в дали, обобщенно, словно за воздушной дымкой. Четвёртый план — это полоска ярко-синего небосвода. В центре композиции, споря с её основной условно-плоскостной трактовкой, помещён букет полевых цветов, выполненных с ювелирным мастерством и максимально натуралистично. В общую золотисто-охристую гамму гобелена гармонично вводятся пятна холодных цветов — зеленовато-голубые, сине-фиолетовые — вечерние, сумеречные тона. Совсем другое настроение — холодное и пасмурное, самого начала весны, создаёт утончённая цветовая гамма гобелена «Время посева». В пустые ещё поля, расстилающиеся далеко вперёд, весенний ветер несёт множество листочков, цветов, бабочек. Их стремительное диагональное движение ещё более усиливает впечатление прорыва в даль. Плотное переплетение гобелена позволяет передать цветовые нюансы каждого цветка и листочка.
В гобелене «Путевые впечатления. Куба» форму продиктовало содержание произведения. В его основной части, слегка вогнутой, отделённой от стены представлены роскошная флора, среди листвы тропических деревьев угадываются фигуры людей. В центре композиции — объемная гроздь свисающих плодов. Нижняя часть — море. Сочные цвета, плавные переходы одного оттенка в другой передают всё богатство южной природы. Экспрессия кубинского танца отражена в гобелене «Спектакль». Вигнере легко решает сложную живописную задачу передачи танцевальных па не только положениями фигур, но и особым приёмом ткачества — делая контуры их дробными, словно в «расфокусе» (как в фотографии получаются стремительно движущиеся объекты).
С середины двадцатого века художники современного гобелена активно решают проблему организации пространственной среды, вводя тканый ковёр в интерьер не просто как предмет декора, но как полноправную часть архитектурного комплекса. Созданием монументальных композиций для конкретного интерьера занималась и Эдит Вигнере. Её работа «Морское дно» для бара рижской гостиницы «Даугава», несмотря на мастерское исполнение и интересное пространственное решение, не создала с достаточно заурядным пространством бара гармонического единства. Схожие проблемы испытывали и другие мастера советского гобелена, так как в Советском Союзе отсутствовали подходящие архитектурные объекты, поэтому художники гобелена в большинстве случаев не работали для какого-либо конкретного интерьера.
Удачей стала работа Вигнере для интерьера эпохи барокко — одного из залов дворца в Рундале (1984). Художникам гобелена, участвовавшим в реставрации дворца было поставлено условие при создании гобеленов использовать материалы и технологии XVII—XVIII веков. Вигнере создала многоплановую вердюру — изящную вариацию на тему шпалеры той эпохи (шерстяные и шёлковые нити, окрашенные анилином и красителями растительного происхождения, по льняной основе). Первый план — крупные изображения листьев и веток деревьев, обрамляющее уходящие вдаль последующие пейзажные планы. Декоративная полоса-рама вердюры, акцентирующая условность изобразительных мотивов шпалеры, составлена из плодов и веток. Переплетение полотна плотное, детали тщательно проработаны. В нижней части этой полосы художница поместила картуш с миниатюрным повторением основного мотива, увиденного с другой точки зрения, — аллюзия на зеркальные интерьеры, создаваемые Растрелли — архитектором дворца. Зеркальные плоскости увеличивали пространство залов и вводили в них полноправным действующим элементом пейзаж за окном. Шпалера-парафраз Вигнере органично вписалась в интерьер барочного дворца с его лепным и резным декором, позолотой, перспективными живописными плафонами.